# Sporrklinga

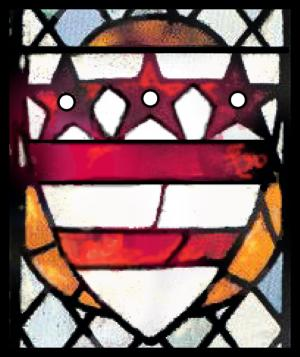
Sporrklingor hos familjen Washingtons släktvapen, i Selby Abbey i Selby (Storbritannien).

Sporrklinga, även molett, är en heraldisk symbol i form av en sex- eller femuddig stjärna med hål i mitten. Den alternativa benämningen är från franskan, där ordet även kan betyda trissa (jämför franskans clé à molette, skiftnyckel som är försedd med en trissa).

## Andra betydelser
Sporrklinga eller sporrtrissa är den stjärnliknande trissa som sitter på en ryttares sporre. Klingan är i regel vass och förstärker verkan hos ryttarens skänkel.
Under medeltiden var gyllene sporrar ett tecken på riddarvärdighet. Detta kan jämföras med traditionen på den nordamerikanska landsbygden att sätta upp stjärnsymboler (femuddiga eller i form av sporrklingor) på en lada. Detta fenomen, benämnt barnstar (eller ladustjärna, primitiv stjärna eller Pennsylvania-stjärna), har ofta använts som en tursymbol i stil med liknande upphängningar av hästskor.

## Galleri

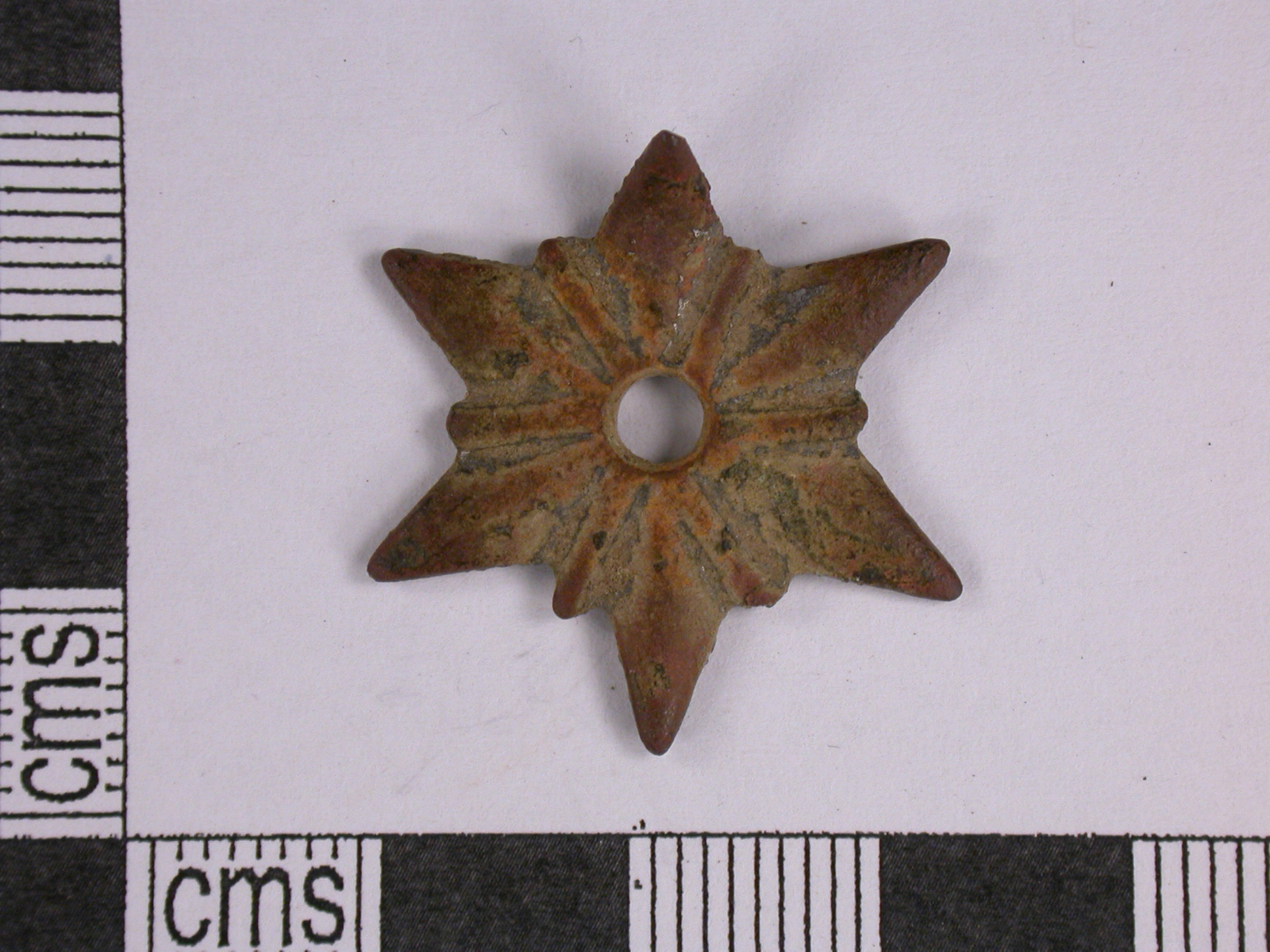
Sexuddig sporrklinga från Storbritannien (1500- eller 1600-talet).
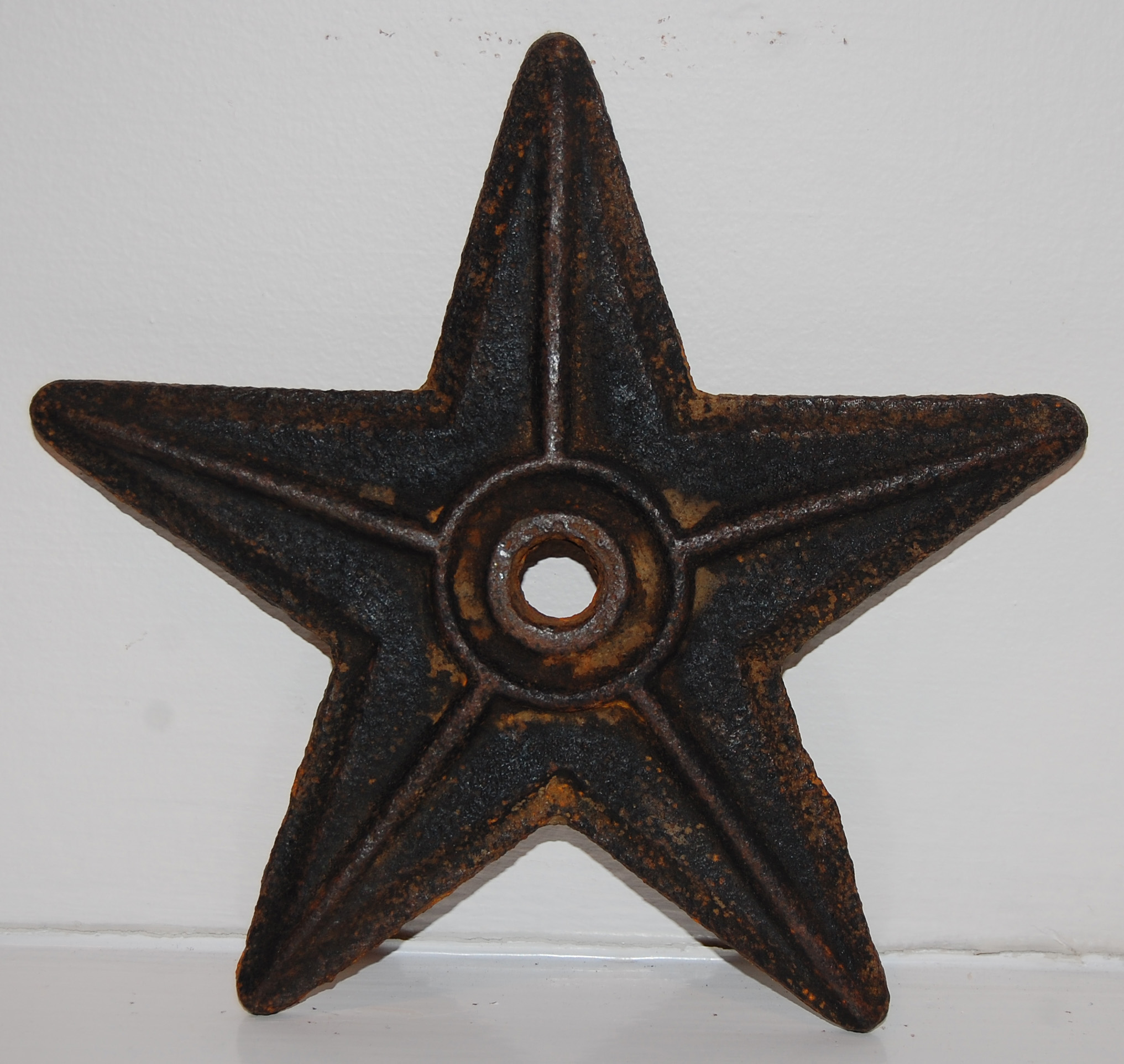
Femuddig barnstar.